# Monsoon Palace
Le Monsoon Palace, est un palais construit à 5 km au sud-ouest de la ville d'Udaipur dans l'état indien du Rajasthan, dominant le lac Pichola. Il doit son nom au fait qu'il a été construit afin d'observer l'arrivée des nuages de la mousson. Précédemment, il a été appelé Sajjan Garh Palace du nom du Maharana de la dynastie rajput du royaume du Mewar qui l'a construit en 1884. Il offre une vue panoramique sur le lac, la ville et ses palais et la campagne environnante.

## Histoire

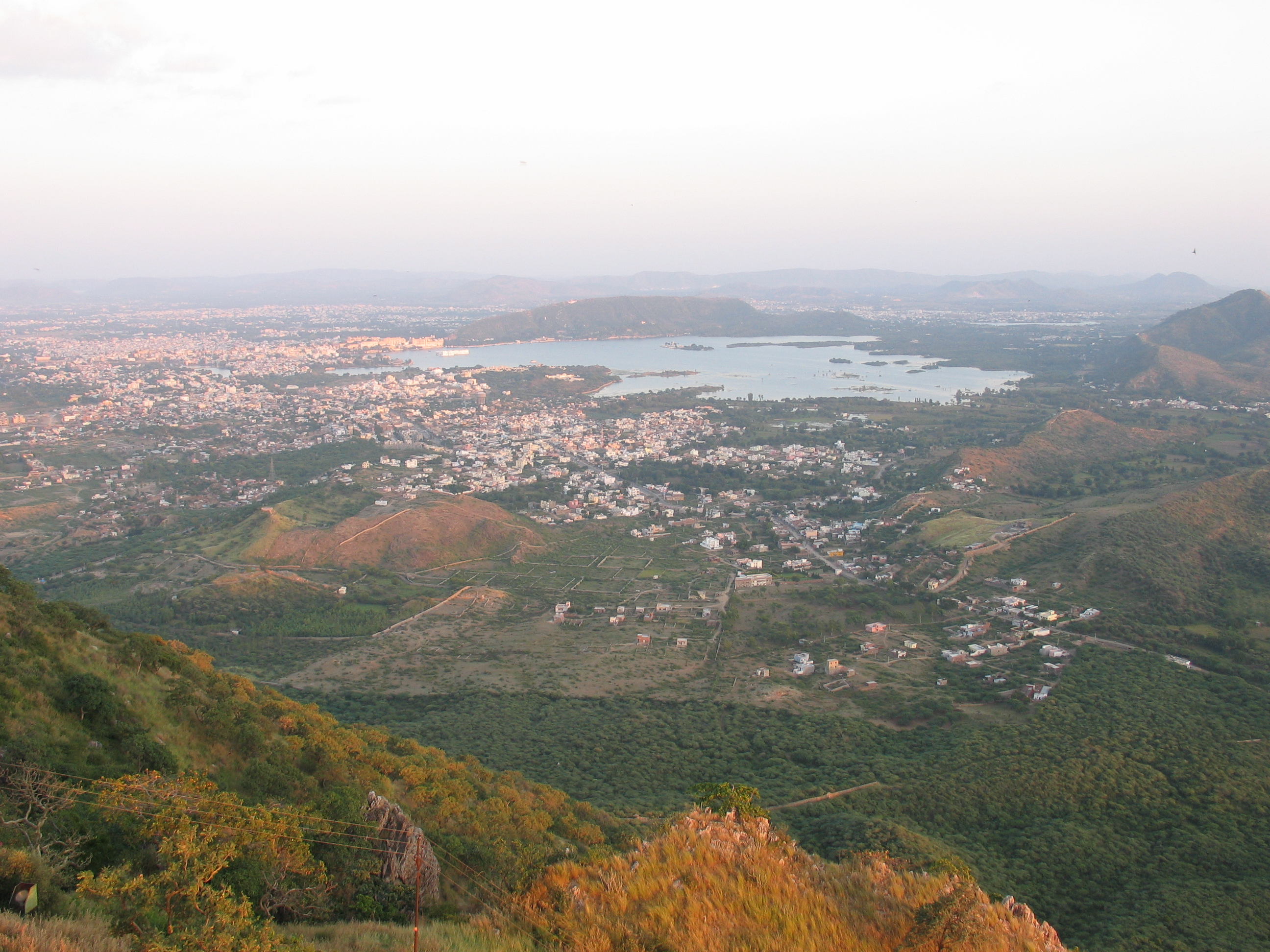
Udaipur depuis le palais de la Mousson.

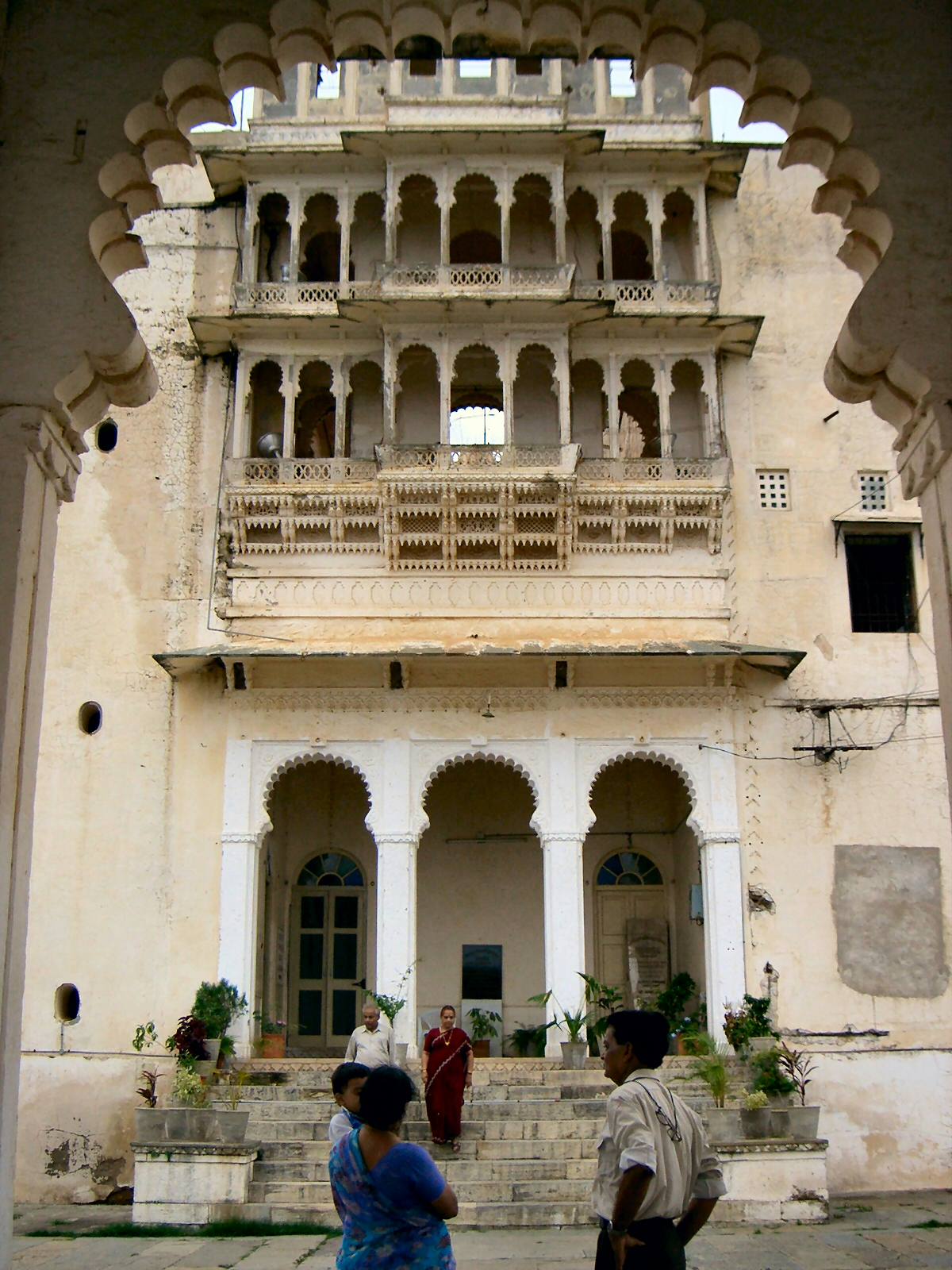
La façade intérieure.

C'est le Maharana Sajjan Singh 18 juillet 1859-23 décembre 1884 qui a construit ce palais. Il a régné à partir de 1874 en tant que 72e souverain de la dynastie Mewar. Cette dynastie remonte à Guhil qui a fondé l'état du Mewar en 568. 
Sajjan Singh hérita de la couronne à 15 ans. Mais son oncle Sohan Singh contestait ce droit à la couronne et complota avec des astrologues, qui déclaraient que la date choisie pour le couronnement était néfaste. Mais l'agent britannique de l'époque, favorable à Sajjan Singh, persuada les astrologues de choisir une nouvelle date favorable pour ce couronnement. Cela occasionna toutefois un retard de deux ans. Comme l'oncle poursuivait dans son attitude hostile envers le Maharana récemment couronné, ses biens furent confisqués et il fut incarcéré. Le Maharana, considéré comme un souverain éclairé après son couronnement en 1876, lança un vaste programme d'activités de développement de son royaume par la construction de routes, d'ouvrages d'irrigations, de reboisement et de travaux de génie civil. Il développa aussi l'administration municipale et les tribunaux civils. Il augmenta la capacité de stockage du lac Pichola en renforçant le barrage qui le créée et préserva le patrimoine en raison de son goût pour les arts et la culture.
C'est au cours de son règne que la ville d'Udaipur obtint la distinction de seconde ville d'Inde, après Bombay. Pour toutes ces réalisations et son attachement à la couronne britannique, il reçut le titre de "Grand Commandeur de l'Etoile de l'Inde" en novembre 1881 de la part de Lord Ripon, à l'occasion du couronnement de la reine Victoria comme impératrice des Indes

## Structure
Le palais, construit en marbre blanc, est situé au sommet de la colline de Bansdara dans les monts Aravalli à une altitude de 944 m. Il domine d'environ 330 m le lac Pichola et la ville d'Udaipur. À l'origine, le Maharana voulait construire un palais de neuf étages à l'usage de sa famille, avec un observatoire astronomique et un autre pour prévoir l'arrivée de la mousson. Son objectif était aussi de donner du travail à son peuple. Malheureusement, il mourut prématurément à l'âge de 26 ans, après seulement 10 années de règne, ce qui entraîna l'abandon de certains projets. Son successeur le Maharana Fateh Singh l'utilisa pour surveiller l'arrivée de la mousson et la famille royale en tant que pavillon de chasse,,.
Le palais comporte une grande cour centrale avec un escalier et de nombreuses chambres et appartements. Il a été construit sur des piliers en marbre, sculptés avec des motifs délicats de feuilles et de fleurs. La nuit, son éclairage en jaune orangé sur l'architecture typique, les dômes, les fontaines et les jharokas le font ressembler à un château de conte de fées,,.
L'eau de pluie est recueillie dans une citerne souterraine de 195 500 litres située dans l'enceinte du palais. Cependant, l'approvisionnement en eau a été jugée insuffisant et le palais abandonné à une époque,.
La réserve de Sajjangarh Wildlife Sanctuary, a été créée en 1987 autour du palais. Elle couvre une superficie de 5,19km². C'est une ancienne réserve royale de chasse dans une forêt épaisse. Elle est protégée par le mur de Kishan Pol.

## Lieu de tournage
Le Monsoon Palace a été utilisé comme lieu de tournage du film de James Bond de 1983 Octopussy en tant que lieu de résidence du principal personnage des méchants, un prince afghan en exil Kamal Khan (joué par Louis Jourdan). D'autres scènes y ont été tournées : une visite nocturne d'un hélicoptère soviétique, une chasse au tigre où James Bond est la proie mais dont il réussit à s'échapper, ainsi que la scène finale. D'autres scènes ont été tournées dans des palais voisins : Lake Palace et Jag Mandir.
Ce film qui a connu un succès international est projeté dans des maisons d'hôtes à Udaipur, comme publicité pour le Rajasthan.